# Godesberger SK
Der Godesberger Schachklub 1929 e. V., kurz Godesberger SK, ist ein Schachverein aus der Bundesstadt Bonn-Bad Godesberg, der im Jahr 1929 gegründet wurde.

## Geschichte
Der Godesberger SK wurde am 1. August 1929 in der Stadt Bad Godesberg gegründet. Im Jahr 1988 stieg die 1. Mannschaft des Godesberger SK in die 2. Bundesliga auf, stieg aber bereits Ende der folgenden Saison wieder ab. Die erfolgreichste Zeit des Vereins war von 2004 bis 2008 als der FIDE-Weltmeister Rustam Kasimjanov zum Godesberger SK wechselte und mit diesem 2004/05 und 2006/07 die 2. Bundesliga West gewann und in den Saisons 2005/06 und 2007/08 in der 1. Bundesliga spielte. Derzeit nimmt die 1. Mannschaft an der NRW Liga Gruppe 1 teil.
Mit 167 Mitgliedern, davon 45 Jugendliche, ist der Godesberger SK Stand November 2018 der drittgrößte Schachverein in Nordrhein-Westfalen und gehört zu den fünfzehn größten Schachvereinen in Deutschland.

## Spieler des GSK
Bekannte aktuelle und ehemalige Spieler (beste Elo, Stand April 2021) des Godesberger SK:
- GM Rustam Kasimjanov (2715)
- GM Michail Gurewitsch (2694)
- GM Joël Lautier (2687)
- GM Igor Rausis (2686)
- GM Christopher Lutz (2655)
- GM Alexander Csernyin (2645)
- GM Robert Hübner (2640)
- GM Rustem Dautov (2636)
- GM Alberto David (2631)
- GM Edvīns Ķeņģis (2594)
- GM Héðinn Steingrímsson (2583)
- GM Erald Dervishi (2582)
- GM Aloyzas Kveinys (2565)
- GM Grzegorz Nasuta (2561)
- GM Florian Jenni (2550)
- GM Darius Ruželė (2550)
- GM Jan Michael Sprenger (2537)
- GM Tomáš Likavský (2514)
- IM Karl-Heinz Podzielny (2512)
- IM Paweł Teclaf (2507)
- IM Christian Seel (2500)
- IM Dennis Breder (2489)
- IM Ferenc Langheinrich (2467)
- IM Georg Seul (2460)
- IM Thomas Jackelen (2454)
- FM Bodo Schmidt (2450)
- IM Mathias Gerusel (2440)
- IM Florian Grafl (2433)
- IM Rüdiger Seger (2429)
- IM Detlev Heinbuch (2425)